# Tephrina tschangkubia
Tephrina tschangkubia är en fjärilsart som beskrevs av Eugen Wehrli 1937. Tephrina tschangkubia ingår i släktet Tephrina och familjen mätare. Inga underarter finns listade i Catalogue of Life.